# Callitriche regis-jubae
Callitriche regis-jubae é uma espécie de planta com flor pertencente à família Callitrichaceae. 
A autoridade científica da espécie é Schotsman, tendo sido publicada em Bulletin de la Société d'Histoire Naturelle de l'Afrique du Nord 64: 25. 1974.

## Portugal
Trata-se de uma espécie presente no território português, nomeadamente em Portugal Continental.
Em termos de naturalidade é nativa da região atrás indicada.

## Protecção
Não se encontra protegida por legislação portuguesa ou da Comunidade Europeia.